# 道格拉斯·高夫
道格拉斯·欧文·高夫，FRS（英語：Douglas Owen Gough，1941年2月8日—），英国天文学家，剑桥大学理论天体物理学荣誉退休教授，利华休姆荣誉研究员。

## 奖项和荣誉
- 1982 詹姆斯·阿瑟奖
- 1984 威廉·霍普金斯奖
- 1994 乔治·埃勒里·海尔奖
- 2002 爱丁顿奖章
- 2003 Pioneer to the Life of the Nation
- 2010 皇家天文学会金质奖章
- 2024 克拉福德奖